# Breve invertido
El breve invertido o arco invertido es un signo diacrítico, con forma de la mitad superior de un círculo (̑), es decir, como un acento breve (˘). Se parece al acento circunflejo (ˆ), que tiene una punta afilada ( Â â Ê ê Î î Ô ô Û û ), mientras que el breve invertido es redondeado: ( Ȃ ȃ Ȇ ȇ Ȋ ȋ Ȏ ȏ Ȗ ȗ ).
El breve invertido puede aparecer encima o debajo de la letra. No se utiliza en ningún alfabeto de idiomas naturales, [cita requerida] sino como indicador fonético. Es idéntico en forma al circunflejo del griego antiguo.

## Uso

### Serbocroata
La breve invertida anterior se utiliza en la notación Eslavista tradicional de la fonología serbocroata para indicar un acento de caída prolongada.  Se coloca encima del núcleo de la sílaba, que puede ser una de cinco vocales (ȃ ȇ ȋ ȏ ȗ) o ȓ silábica.  Este uso de la breve invertida se deriva del griego antiguo circunflejo, que se conservó en la ortografía politónica del griego moderno e influyó en  Impresión temprana Cirílico serbio a través de la literatura religiosa.  A principios del siglo XIX, comenzó a usarse tanto en latín como en cirílico como diacrítico para marcar la prosodia en el estudio sistemático del continuo lingüístico serbocroata.

### Alfabeto Fonético Internacional
En el Alfabeto Fonético Internacional, se utiliza una breve invertida a continuación para marcar una vocal como no silábica, es decir, asumiendo el papel de una semivocal.  El diacrítico amplía así los cuatro símbolos principales [j, w, ɥ, ɰ] que IPA reserva para semivocales, que corresponden a la palabra completa. vocales [i, u, y, ɯ], respectivamente.  Cualquier vocal es elegible para ser marcada como no silábica; un uso frecuente del signo diacrítico es en conjunto con los equivalentes centralizados de las vocales que acabamos de mencionar: [ɪ̯, ʊ̯, ʏ̯].
El mismo signo diacrítico se coloca debajo de iota (ι̯) para representar la semivocal Protoindoeuropeo *y en lo que se refiere a la gramática griega;  Ípsilon con una breve invertida (υ̯) se usa junto con digamma (ϝ) para representar la semivocal protoindoeuropea *w.

## Letras
Ȃ, Ȇ , Ȋ, Ȏ, Ȓ, Ȗ y J̑, aunque se pueden modificar otras letras para añadirles el acento breve, B̑, C̑, D̑, F̑, G̑, H̑,  K̑, L̑, M̑, N̑, P̑, Q̑, S̑, T̑, V̑, W̑, X̑, Y̑ y Z̑.

## Códigos
Los caracteres breves invertidos se admiten en código Unicode y HTML ( referencia de caracteres numéricos decimales ).
| Nombre                                               | Letra | Unicode | HTML     |
| ---------------------------------------------------- | ----- | ------- | -------- |
| Breve Invertido combinado                            | ◌̑     | U+0311  | &#785;   |
| Breve Invertido Abajo combinado                      | ◌̯     | U+032F  | &#815;   |
| doble breve invertido combinado                      | ◌͡◌    | U+0361  | &#865;   |
| Combinancion de doble breve invertido a continuación | ◌᷼◌    | U+1DFC  | &#7676;  |
| Modificador Breve con Breve invertida                | ꭛     | U+AB5B  | &#43867; |
| Letra mayúscula latina A con breve invertido         | Ȃ     | U+0202  | &#514;   |
| Letra latina minúscula A con breve invertido         | ȃ     | U+0203  | &#515;   |
| Letra mayúscula latina E con breve invertido         | Ȇ     | U+0206  | &#518;   |
| Letra latina minúscula E con breve invertido         | ȇ     | U+0207  | &#519;   |
| Letra mayúscula latina I con breve invertido         | Ȋ     | U+020A  | &#522;   |
| Letra latina minúscula I con breve invertido         | ȋ     | U+020B  | &#523;   |
| Letra mayúscula latina O con breve invertido         | Ȏ     | U+020E  | &#526;   |
| Letra latina minúscula O con breve invertido         | ȏ     | U+020F  | &#527;   |
| Letra mayúscula latina R con breve invertido         | Ȓ     | U+0212  | &#530;   |
| Letra latina minúscula R con breve invertido         | ȓ     | U+0213  | &#531;   |
| Letra mayúscula latina U con breve invertida         | Ȗ     | U+0216  | &#534;   |
| Letra latina minúscula U con breve invertida         | ȗ     | U+0217  | &#535;   |

En LaTeX el control \textroundcap{o} pone una breve invertida sobre la letra o.